# Laminato plastico

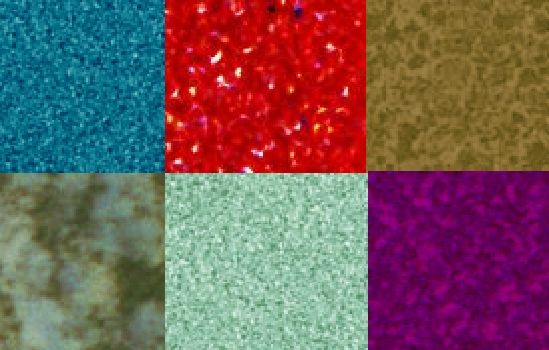
Esempi di superfici di formica

Il laminato plastico è un materiale ottenuto mediante processi di laminazione e usato comunemente nel settore manifatturiero del mobile e dell'arredamento come rivestimento di pannelli lignei come truciolati, MDF, tamburati ed altro. Se di spessore adeguato, viene usato anche in forma strutturale, ovvero senza pannelli di supporto, per realizzare rivestimenti edili, arredo giardino ed urbano, setti per bagni ed uffici pubblici.
Uno dei sinonimi più diffusi per il laminato plastico è il termine fòrmica che identifica l'omonima storica ditta produttrice, la Formica Corporation, fondata nel 1913 da Herbert A. e Daniel J. O'Connor, a seguito della loro invenzione del laminato ad alta pressione, che nella sua prima forma era utilizzato come isolante elettrico. Solo nel 1927 al laminato venne aggiunto uno strato di resina melamminica che ne consentì l'impiego come materiale decorativo. Il nome "formica" deriva dall'inglese for mica, cioè il nuovo prodotto avrebbe sostituito la mica precedentemente utilizzata.
Per "laminato" nel settore arredamento si intende un foglio ottenuto pressando diversi strati di carta impregnata con resine fenoliche o melamminiche.

## Caratteristiche
Nella versione più comune, il laminato è composto da uno strato protettivo o di finitura esterno detto overlay solitamente impregnato con resine melamminiche, un foglio con una stampa decorativa o colorato a tinte unite (anch'esso impregnato con resine melamminiche) ed un retro composto da uno o più strati di carta fenolica chiamato kraft. 
Il kraft ha un colore marroncino con virate in base alle richieste dal nero al crema tipici della carta grezza; esistono tuttavia laminati con kraft omogeneo in tinta con la superficie ed anche kraft realizzati con strati di colori differenti; vengono inoltre prodotti laminati formati da un kraft accoppiato a foglie di alluminio, tranciato o anche a fogli di materiale magnetico (per la realizzazione di lavagne magnetiche).
È un prodotto molto resistente all'acido anche bollente. Se il laminato ha un buon overlay resiste molto bene anche a solventi aggressivi, acidi, ammoniaca e strofinamenti. Questo lo rende un materiale molto apprezzato nell'arredamento soprattutto per la realizzazione di piani di lavoro per cucine, bagni, pavimenti, parquet e scrivanie oltre che piuttosto economico al confronto dei marmi e degli acciai. Negli anni 60-70 è stato anche usato per produrre i circuiti stampati delle radio e delle televisioni, in quanto più economico della vetronite usata nell'elettronica professionale.

### Tipi
Si possono distinguere due tipi di laminato plastico:
- l'High Pressure Laminate (HPL) è prodotto solitamente con presse piane in fogli con spessore variabile da 0,5 a 20 mm. È molto resistente e viene usato anche per rivestimenti di facciate esterni, bagni, piani da cucina e banchi da lavoro ed ovunque sia necessaria una superficie veramente robusta.
- il Continuous Pressure Laminate (CPL) viene prodotto in maniera continua con delle presse a rullo (calandra). Solitamente la pressione esercitata è minore e quindi la resistenza risulta inferiore. Viene di solito prodotto in bobine con una foglia di spessore da 0,2 a 0,6 mm. Viene usato nell'arredamento per rivestire spalle, ante, fianchi e piani non soggetti a fortissima usura.

Di recente la tecnologia ha permesso di ottenere anche dalle presse in calandra pressioni e laminati con caratteristiche paragonabili a quelle del HPL. Da ciò è nato un prodotto conosciuto come continuos high pressure laminate (CHPL).
Dato che le resine fenoliche e melamminiche sono polimeri termoindurenti, il laminato risulta rigido anche ad alte temperature. Alcuni tipi di laminati sono tuttavia prodotti in modo che a 180 °C possano essere curvati. Questa caratteristica consente le seguenti lavorazioni:
- preforming: il pannello già placcato con il laminato viene escavato secondo la curva voluta lasciando integra e sporgente la foglia di laminato: poi riscaldando la foglia sporgente si procede alla piegatura del laminato ed all'incollaggio sulla curva ottenuta.
- postforming: si ricava una curva sul lato fresando un pannello grezzo non placcato. Si procede quindi all'incollaggio del laminato superficiale lasciandolo sporgere. Il laminato sporgente viene poi scaldato ed incollato lungo il profilo della curva.